# De Makelaar
De Makelaar is een Vlaamse dramareeks van VTM waarvan twee seizoenen zijn geproduceerd, die voor het eerst werden uitgezonden tussen 1999 en 2001. 
Centraal in het verhaal staat Ellen De Ridder, een beginnend vastgoedmakelaar die zowel professioneel als privé tegenkanting krijgt wanneer ze haar plek tracht te veroveren in een wereld waar corruptie en seksisme welig tieren.

## Afleveringen
| Seizoen | Uitzenddata                       | Aantal afleveringen |
| ------- | --------------------------------- | ------------------- |
| 1       | 25 oktober 1999 – 17 januari 2000 | 13                  |
| 2       | 8 januari 2001 – 26 februari 2001 | 8                   |

## Rolverdeling

### Hoofdrollen
- Veerle Eyckermans: Ellen De Ridder
- Stoffel Bollu: Tom Suetens
- Herbert Bruynseels: Marc Suetens
- Marc Steemans: Vic Cornelis (enkel seizoen 1)
- Frans Maas: Karel Gillis (enkel seizoen 1)
- Hugo Van den Berghe: John Staelens
- Annick Christiaens: Myriam Verbeeck
- Chadia Cambie: Grietje Verswijfelt
- Ben Van Ostade: Hugo Van Baerle (enkel seizoen 2)
- Eric Kerremans: Koen Verhulst (enkel seizoen 2)

### Nevenrollen
- Gerd De Ley: Pierre Vandenbroucke
- Norbert Kaart: Ruud Schouten
- Eddy Vereycken: Jean-Jacques De Deyne
- Hilt De Vos: Lieve De Ridder
- Guido Maeremans: Robert De Ridder
- Dirk Meynendonckx: Yves Lombart
- Katia Alens: Chrisje
- Erik Goris: Jan Opdebeeck (enkel seizoen 1)
- Rosemarie Bergmans: Louise De Ridder (enkel seizoen 1)
- Anke Helsen: Betty Gillis (enkel seizoen 1)
- Suzanne Juchtmans: Trees Staelens (enkel seizoen 1)
- Marc Bober: Vader Lombart (enkel seizoen 1)
- Wim Van de Velde: Ben Verstraete (enkel seizoen 1)
- Franck van Erven: Joop Wiertsma (enkel seizoen 1)
- Truus Druyts: Denise Marchand (enkel seizoen 1)
- Ann Ceurvels: Mireille (enkel seizoen 1)
- Peter Marichael: Baetens (enkel seizoen 1)
- Coen Pronk: Hans Pietersen (enkel seizoen 1)
- Wim Serlie: Nijpels (enkel seizoen 1)
- Geert Vermeulen: Dirk Nolens (enkel seizoen 2)
- Denise Zimmerman: Marleen Michaud (enkel seizoen 2)

### Gastacteurs
Seizoen 1
Saartje Vandendriessche, Kristoff Clerckx, Hans Royaards, Guido De Craene, Jos Dom, Annemarie Lemaître, Hugo Danckaert, Ben Hemerijckx, Ria Verschaeren, Piet Balfoort, Luc Caals, Denise Daems, Marc Dupain, Nicole Lauwaert, Stéphanie Meire, René Pauwels, Kristine Perpête, Stef Van Litsenborgh, Ronny Waterschoot, Assunta Geens, Maurice Wouters en anderen.
Seizoen 2
Ernst Löw, Kristoff Clerckx, Hans Royaards, Piet Balfoort, Steph Baeyens, Horst Mentzel, Hans Van Cauwenberghe, Ingrid Van Rensbergen, Bert André, Katrien De Becker, Tom De Hoog, Hilde De Roeck, Ingrid De Vos, Jenne Decleir, Blanka Heirman, Geert Hunaerts, Nicky Langley, Veerle Malschaert, Peter Michel, Ann Pira, Marc Stroobants, Alice Toen, Joris Van den Eynde, Alex Van Haecke, Ben Van Hoof, Knarf Van Pellecom, Dirk Vermiert, Walter Quartier, Nele Snoeck en anderen.